# 鯨肉

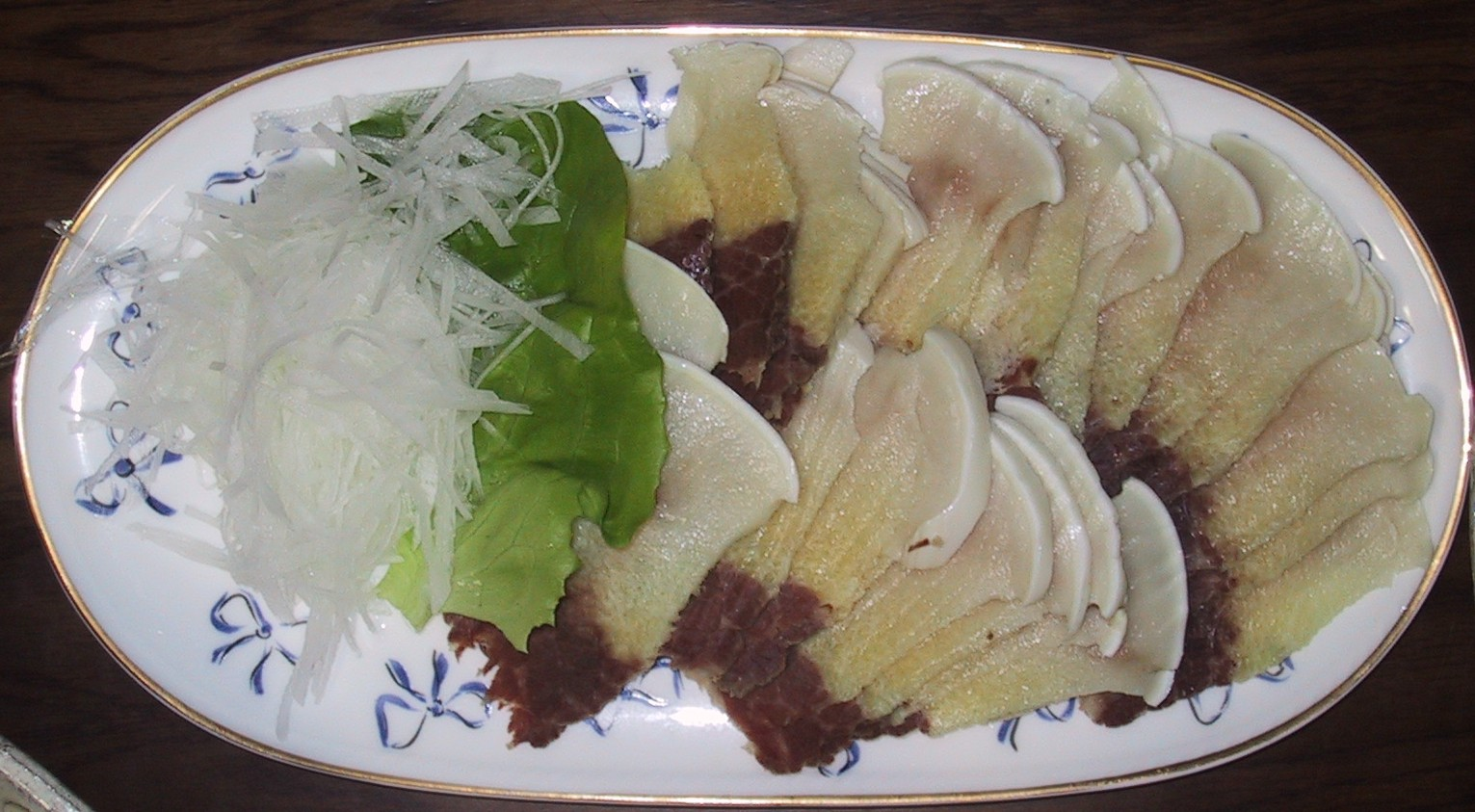
鯨肉（畝須を茹でたもの）

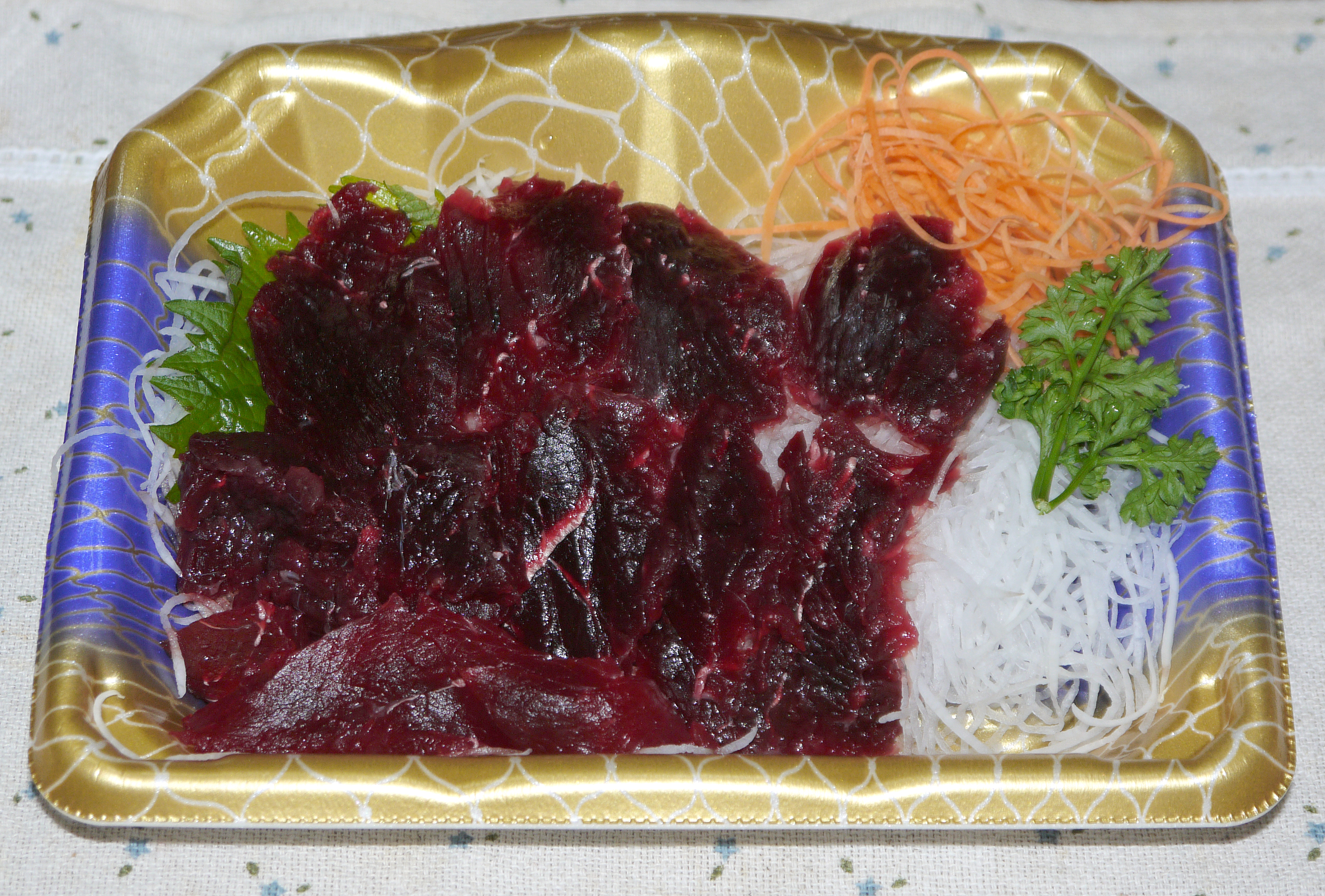
鯨肉の刺身

鯨肉（げいにく/くじらにく）とは、食品として扱われる鯨類や、その小型種の一部の総称であるイルカ類の可食部全般を指す。狭義にはイルカ類は除く。筋肉、内臓、鯨類特有の脂皮（脂肪層）などを含む。

## 概説
鯨類は世界各地で鯨油など多様な利用がされてきた歴史があり、鯨肉の食用もその中の重要な用途の一つである。多様な鯨種や部位に合わせて様々な嗜好や調理法も生まれ、国や地域によって様々な食文化を形成してきた。現在では商業捕鯨が大きく制限されているため、生産量が減少している。価格も、商業捕鯨が一時停止される前の1980年代と比べると、大きく値上がりしている。
分類学が発達する前、鯨はしばしば最大の「魚」ととらえられ、魚肉の一つという位置づけで古くから食用とされてきた。そのため、以下の記述では哺乳類の鯨を「魚」として表記する場合がある。

## 鯨肉の名称

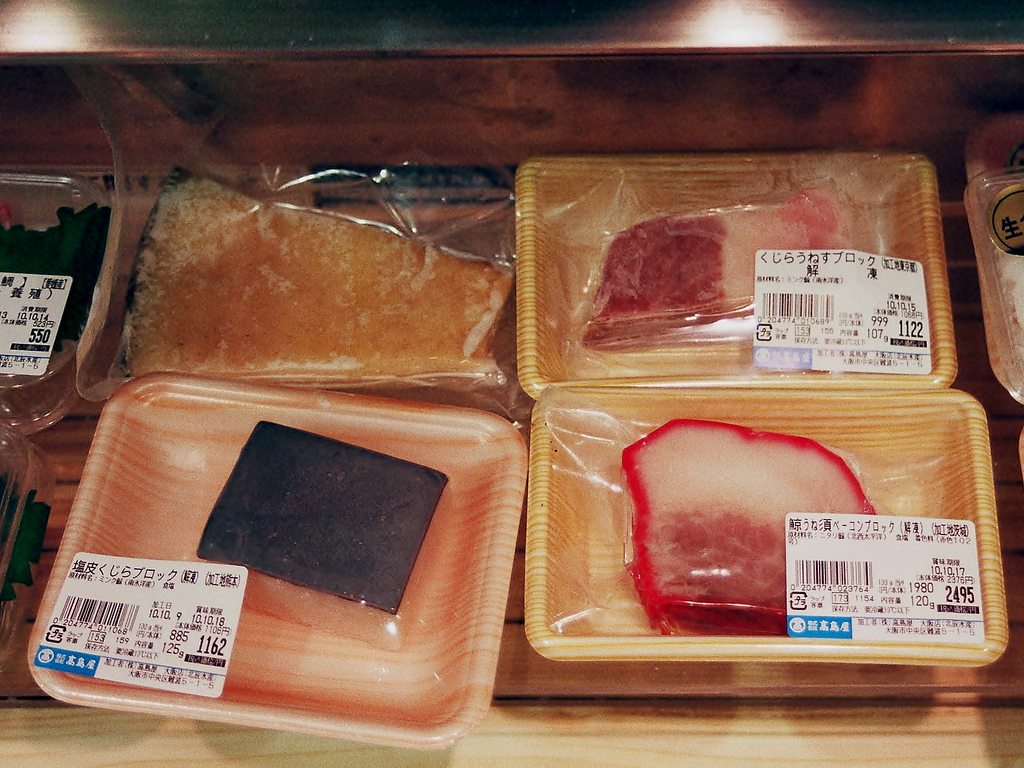
髙島屋の店頭に並ぶ鯨肉。右の赤いものが鯨の畝須とそのベーコン（2010年）。

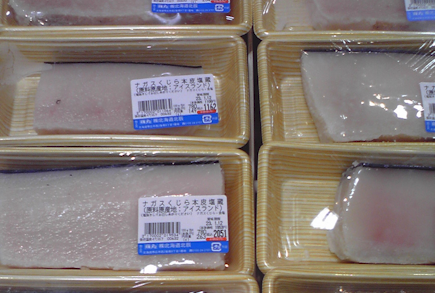
スーパーに並ぶクジラの本皮

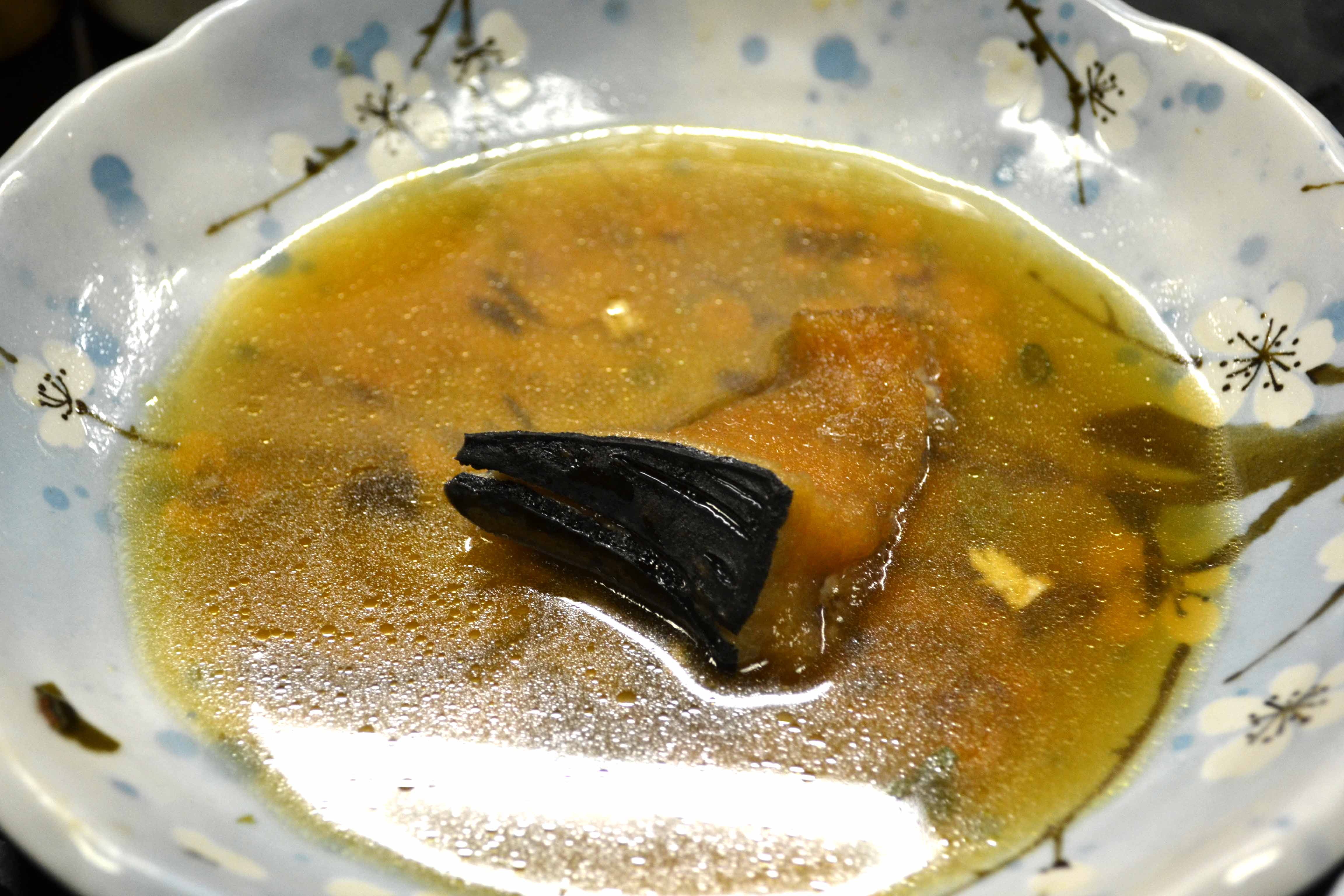
コロのおでん。写真は本皮を原料としたもの。

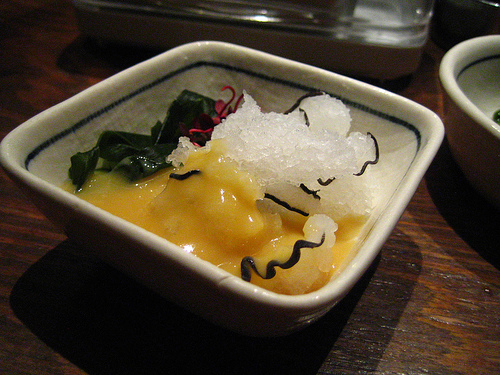
さらしくじらに仕立てたオバ。黄色いものは酢味噌。

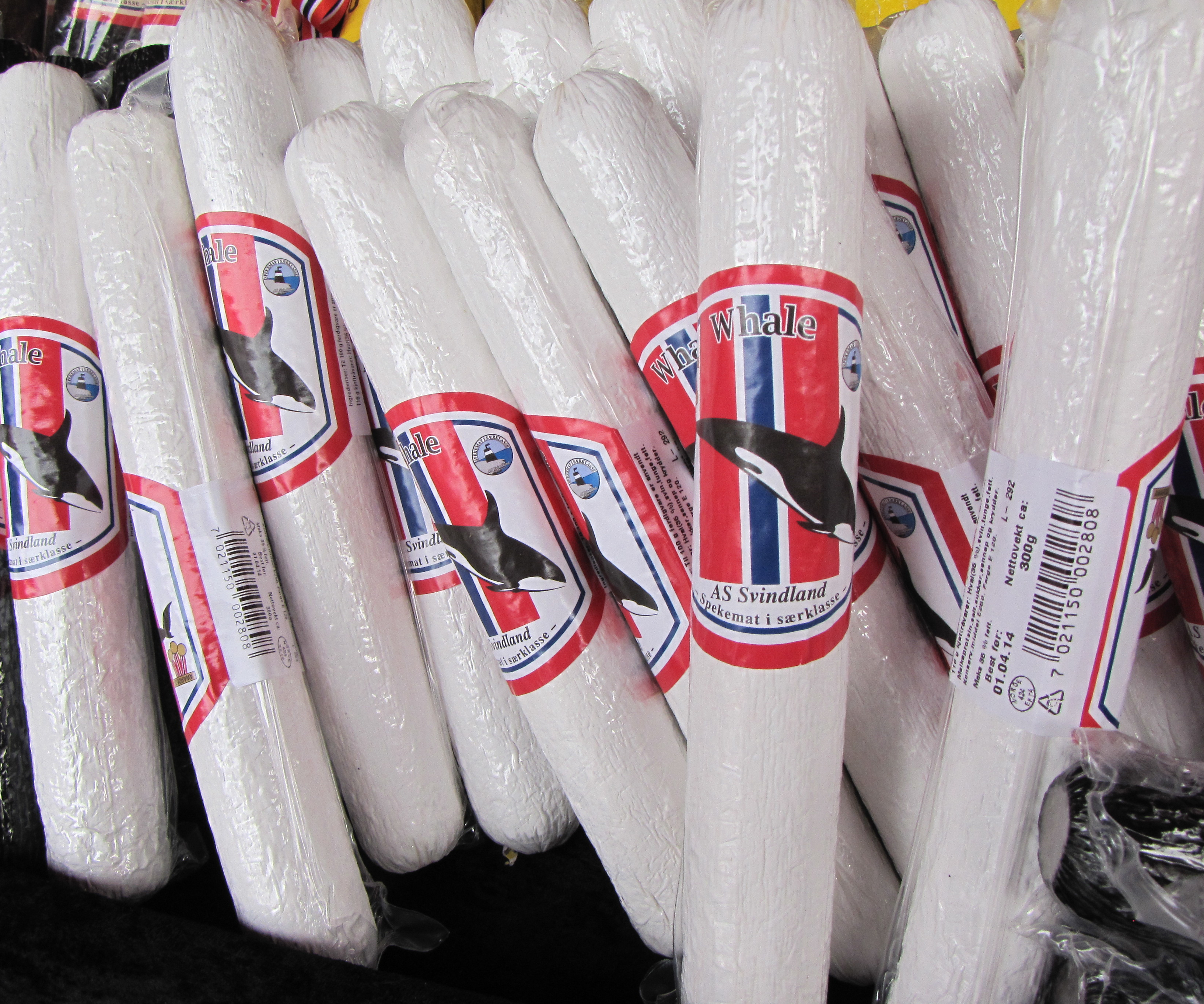
ノルウェーで販売される鯨肉のソーセージ（2013年）

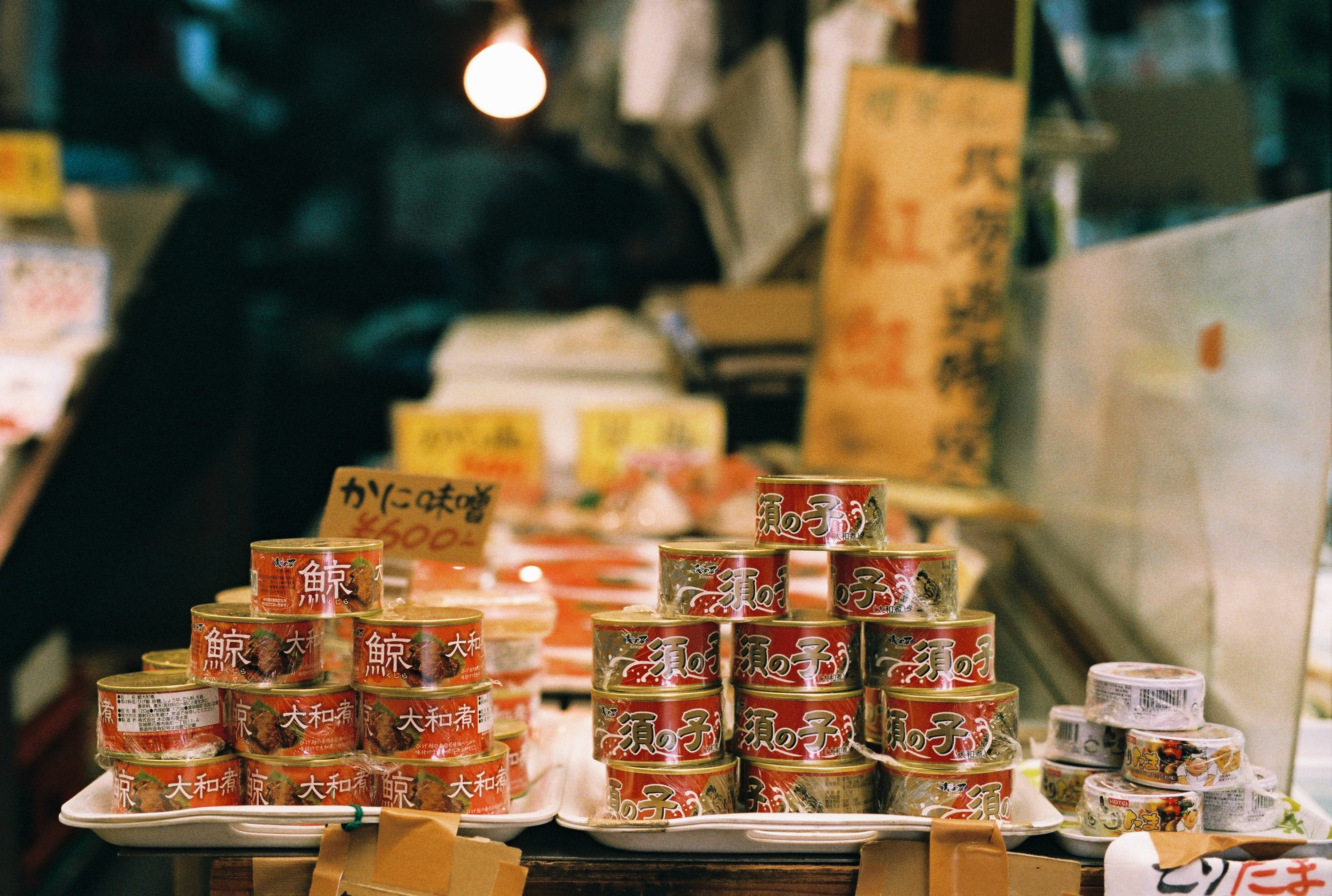
日本で販売される大和煮（左）と須の子（右）の缶詰（2015年）

鯨肉には様々な部位があって食味が異なり、調理法も分かれている。日本では、伝統的に以下のような部位に分類されてきた。ただし、方言が多い。前述のように鯨種によって取れる部位が異なったり、同じ部位でも食味が違ったりする場合がある。

### 部位
- セセリ - 舌。「さえずり」とも言う。高級部位とされる。付け根と先端でも味が異なり、全体に脂肪が多い。「コロ」に加工されて関西のおでん種等に用いられるなどした。
- オバ（尾羽） - 尾鰭。脂肪とゼラチン質からなる。「おばけ(尾羽毛)」「おばいけ」とも。塩漬にし、後述の「さらしくじら」に用いる。
- オノミ（尾の身） - 尾鰭の付け根の霜降り肉で、尾肉とも呼ばれる。現在は鯨肉の中でも最高級部位とされる[1]。刺身やステーキに用いられる。ミンククジラでは霜降り程度が弱く、厳密にはほとんど存在しない。ナガスクジラのオノミが最高級とされる[2]。
- ヒメワタ（姫腸） - 食道。茹でて食べる。
- ヒャクジョウ（百畳） - 胃。「チョウジ（丁子）」とも呼ばれる[1]。茹でて食べるほか、揚げ物や鍋料理にも用いる[1]。
- ヒャクヒロ（百尋） - 小腸。茹でて食べる。
- マメワタ（豆腸、豆臓[1]） - 腎臓。茹でて食べる[3]ほか、薄く切って刺身や鍋料理に用いる[1]。
- フクロワタ（袋腸） - 肺。煮物のほか、生食もする。
- カラギモ - 肝臓。あまり普通の食用にはせず、肝油ドロップなどにする。ソビエト連邦（ソ連）の捕鯨船団では、ステーキとしてディナーに提供された[4]。
- ホンガワ（本皮） - 表皮と皮下脂肪層。刺身のほか、後述の「コロ」や「塩鯨」にする。
- カノコ（鹿の子） - あごから頬にかけての関節周辺の肉で、鹿の子状に脂肪の中に筋肉が散り、霜降り状態のもの。「スノコ（須の子）」とも呼ぶ[1]。同じ霜降り肉でも、尾の身より歯ごたえがある。はりはり鍋や刺身で食べる。
- アカニク（赤肉） - 背肉、腹肉などの脂肪の少ない部位の赤身肉[1]。生産量の30-40%を占める最も多い部位であり、かつては学校給食にも供給された。鯨カツや竜田揚げのほか、刺身にも多く用いる。
- シロデモノ（白手物） - 赤肉の対語。本皮などの皮下脂肪部分の総称。白肉。
- ウネス（畝須） - ヒゲクジラの下あごから腹にかけての縞模様の畝状凹凸部分で、白い脂身部分を畝（うね）、その内側の赤い霜降り肉部分を須の子と呼び、この二つが一緒になったものが“畝須”である。ベーコンの材料にするほか、茹でても食す。
- ヒゲ - 若いセミクジラのクジラヒゲが食用にされた例もある。代用醤油の原料にも使われた。
- コヒゲ - 歯茎の部分。薄く切って食用にすることがある。
- ノドチンコ - 口蓋垂（のどちんこ）[5]。軟骨質で薄く切って刺身にしたり、すき焼きにする[6]。
- カブラボネ（かぶら骨） - 上あごの骨の内部にある軟骨組織。松浦漬や玄海漬に用いるほか、江戸時代には鯨熨斗(くじらのし。ホリホリとも。)という珍味にも加工された。
- タケリ - ペニス。江戸時代には薬効があると称された。
- キンソウ - 睾丸。茹でて薄く切って食べたり[3]、燻製にしたりする。
- ヒナ - クリトリス。

### 加工品
食品として加工された後の名称として以下のようなものもある。
- コロ - 鯨の皮下脂肪を煎って鯨油を絞った残りを乾燥させたもの。大阪で好まれ、本来は再利用であったはずが、積極的な生産対象にまでなった。本皮を原料とした一般的なコロ（煎皮とも）のほか、舌を原料とした「サエコロ」、内臓の「ダブ粕」などがある。マッコウクジラのものが庶民には親しまれた。鹿児島県では「セシカラ」と呼ぶ。
- ウデモノ（茹で物） - 百尋ほか各種内臓を茹でたものの総称。
- 末広 - 畝須を茹でたもので、主に長崎での呼び名。断面が末広がりであることに由来。薄く切り生姜醤油などで食す。
- 塩鯨 - 本皮や赤肉を塩漬けにしたもの。本皮の塩鯨は古くから山間部までかなり広く流通し、鯨汁などの汁物や煮物に用いられてきた。赤肉の塩鯨は九州で広く普及し、塩抜き後に焼いたり茶漬けにして提供される。
- さらしくじら - 塩漬の尾羽毛を薄く切って熱湯をかけ、冷水でさらしたもの。酢味噌で食べる[1]。これも「おばけ」などと呼ぶほか、白く透明な外見から「おば雪」「花くじら」とも。本皮の塩鯨も同様に調理できる。
- ベーコン - 畝須を塩漬けにしてから燻製にしたもの。表面が赤く着色されていることが多い。薄切りしたものを軽く火であぶるなどして食べる[1]。原料の不足から、本皮で代用されることもある。ソ連の捕鯨船団でも、鯨肉や睾丸が燻製として提供されていた[7]。
- ソーセージ - 日本では1950年代に魚肉ソーセージの原料としてマグロと共に多用された[8]。
- 缶詰 - 日本では大和煮の缶詰が知られるほか、ソ連の捕鯨母船では原料となる魚類が枯渇した[注釈 1][9]際にボイルした鯨肉のオリーブ油漬け[10]や肝臓[4]の缶詰を製造した。

## 鯨肉の食文化

### 欧米での食文化の流れ

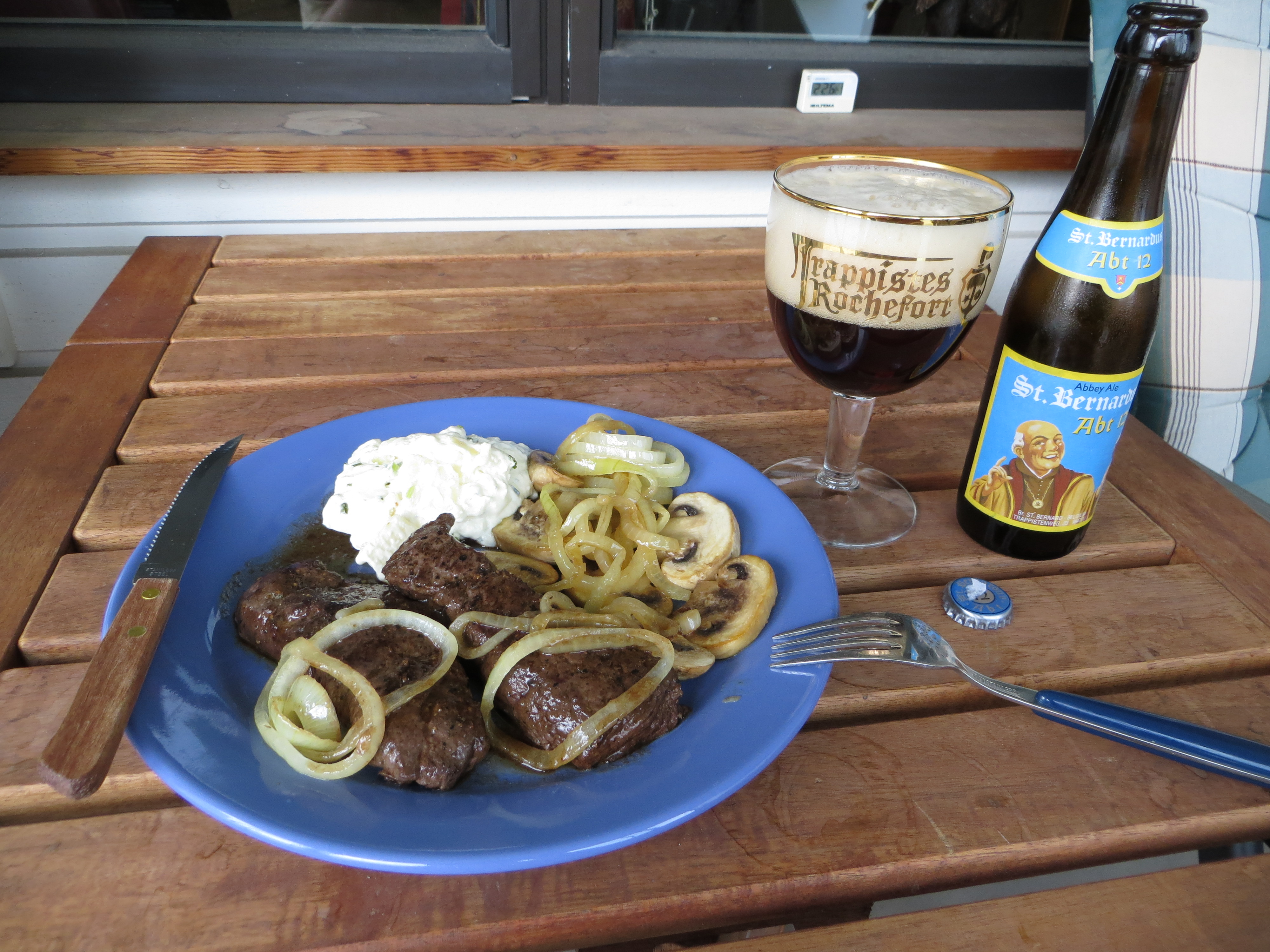
鯨肉のステーキ（ノルウェーの家庭料理、醤油味）

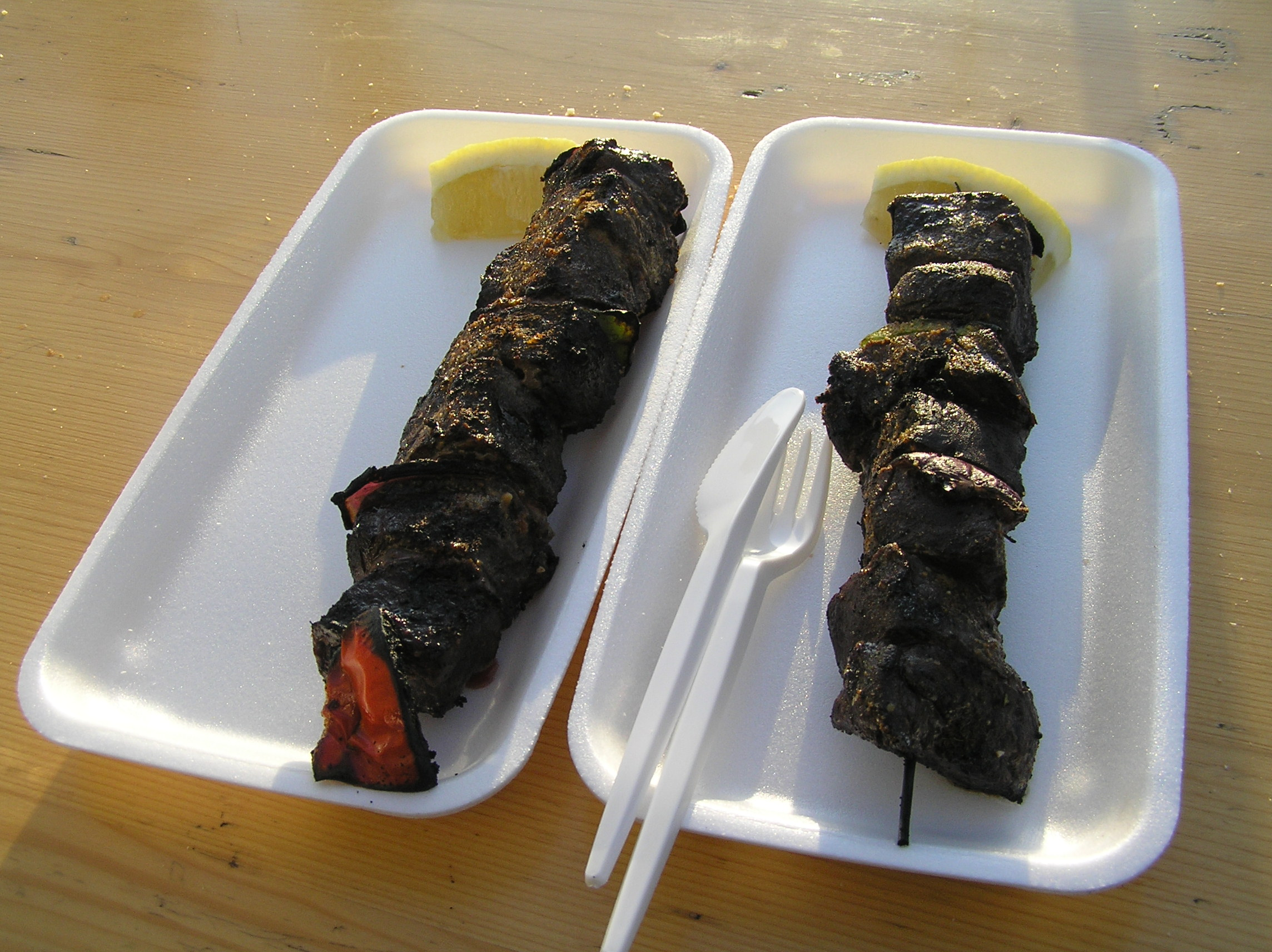
アイスランドで売られているミンク鯨肉の串焼き料理。

世界各地の沿岸部で古くから鯨肉を食していたことは、考古学的研究から判明している。中世ヨーロッパにおいては、例としてビスケー湾などでバスク人によって組織的な捕鯨が行われ、鯨の舌が珍重された他、肉は広く沿岸民の食糧となった。中世ヨーロッパにおいては、特にイルカが食用として好まれ、串焼きやプディング、パイなどに用いられた。変わった料理法では、捕鯨船などでまれに供されたイルカの脳みそのフライが挙げられる。大型鯨が食品とはみなされなくなった後も、イルカについては比較的最近まで食用とされていた。15世紀のイングランド家庭料理についての本にもイルカ料理が登場する。イングランドの宮廷では17世紀頃までイルカの肉が供された。
カトリックにおける小斎のような信仰上の理由から肉食が禁じられている時に、禁忌に触れない「魚」として鯨肉を食べることも多かったようである。
しかし、沿岸鯨類資源の枯渇から沖合い・遠洋へと漁場が移動するにつれ、冷蔵冷凍技術がない当時においては持ち帰りが困難となり、徐々に食用とすることができなくなっていった。なお、鯨肉が利用されなくなったにもかかわらず捕鯨が継続された理由は、鯨油やクジラヒゲなどに工業原料としての価値があったためである。そして沿岸から離れる過程で、鯨を食用と見る発想そのものが失われていった。19世紀にアメリカ合衆国の捕鯨船に救助された日本人船員も、アメリカ人船員の「大型鯨肉は毒だからと食べない」という証言を記録している。当時のアメリカ式捕鯨の対象種マッコウクジラは高級な機械油になる鯨油の元となったが、その油に蝋（鯨蝋）を含み、肉も加工せずに食べると下痢をする恐れがあり、あながち間違いともいえない。こういった事情から新鮮な鯨肉が手に入り、なおかつ新鮮な食料を必要としていた捕鯨船上ですら、イルカ以外の大型の鯨については一部の船員を除けば食用とはしていなかった。ただし、19世紀に刊行されたハーマン・メルヴィルの『白鯨』にも「イルカの美味はよく知られている」という記述や、ある捕鯨船員の特殊な嗜好としてではあるが大型鯨のステーキを食べる描写もある。また、アメリカの捕鯨船上において、肉を食べる事はなかったが、小麦粉をまぶした鯨の脳を鯨油で揚げたフライや、鯨油自体を食用油に使っていた記録があり、前述のイルカも食用とされた。
なお、後に食用に適したヒゲクジラ（主にセミクジラ）の鯨油でマーガリン生産が可能となった時にも、鯨は食品とはみなされていなかったために、鯨製品であるということは秘されて販売されていた。ただしノルウェーやアイスランドなど沿岸での捕鯨が継続された地域では、例外的に鯨肉食が残存している。第二次世界大戦時のイギリスなど一部では食糧難の際の代用食として推奨されたが、あまり定着しなかった。1950年頃にも鯨油価格低下への対応策として鯨肉の商品化が検討されたが、これも失敗に終わり、ペットフードなどに転用された。最近の鯨体の食用利用としては、前述の鯨油マーガリンを除けば、ノルウェーなどが生産した鯨肉エキスを牛肉エキスの代用としてコンソメ原料などに使用していた例がある程度である。

### エスキモーによる利用の歴史

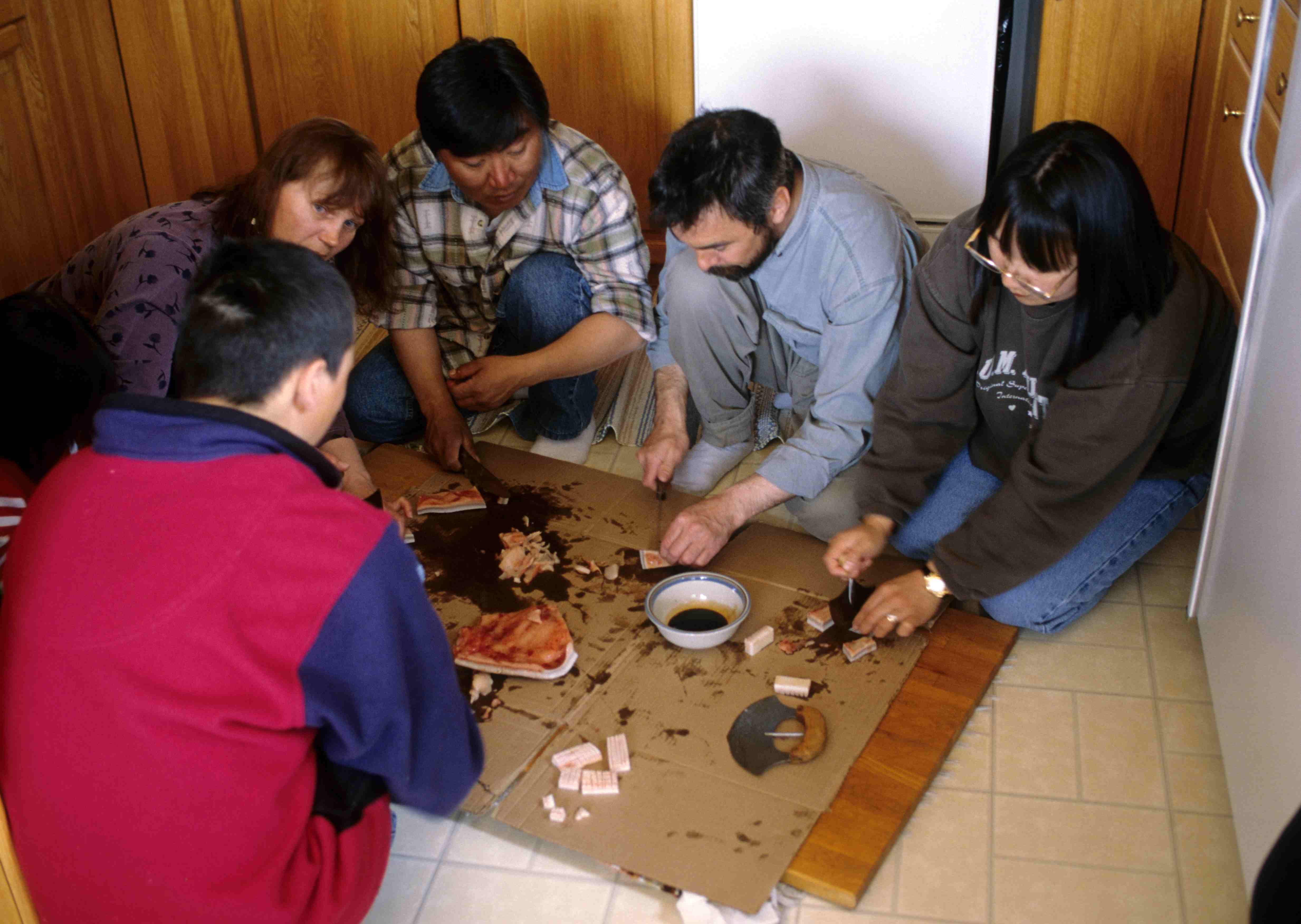
シロイルカのマクタックを食べるイヌイット。

エスキモーと総称される北極圏の先住民にも、鯨肉食の文化がある。現在でも、国際捕鯨委員会より先住民生存捕鯨でのホッキョククジラやコククジラの捕獲を認められているほか、制限外の小型鯨類も捕獲して食料としている。
うちカナダの先住民（イヌイット）は、古くはホッキョククジラを最重要の食料資源としていた。その後、寒冷化によるホッキョククジラの減少から、アザラシなどに主食を移したが、鯨肉食の文化も続いている。現在でもシロイルカの捕獲を続けている。特にクジラやイルカの皮下脂肪付きの皮の部分をマクタック（en:Muktuk）と呼んで珍重し、最高の御馳走とみなしている。マクタックはそのまま小さく切って、口の中で噛み続けて味わう。

### 日本での食文化の歴史
日本においても、組織的な捕鯨産業の成立以前から、沿岸部で鯨肉を食用としていた。小型のハクジラ類を中心に、縄文時代以前を含む旧石器時代の貝塚や、弥生時代の遺跡などから鯨骨の出土例があり、縄文時代早期（約6000年前）長崎県田平町にあるつぐめの鼻遺跡で、鯨類捕獲や解体に使われたとみられる石銛や石器が出土している他、縄文時代前期（約5000年前）石川県能登町の真脇遺跡や富山県氷見市の朝日貝塚などで大量の鯨類の骨が出土している。
縄文時代中期（約4000年前）には九州各地の遺跡で鯨類の椎骨を製作台にした「鯨底土器」などの文化も見られる。
漁労文化の強かった九州では早くから捕鯨が行われていたと思われる。
日本では宗教上の理由などから、「肉食」が忌避されたり、公式には禁止されたりする時期が歴史上で度々あったが、欧米の場合と同じく「魚」として食用にされていたようである。イノシシの肉（牡丹肉）は食感が似ているとされ、江戸時代には山鯨という隠語で呼ばれていた。また伝統的食材ではあるが鯨肉が食文化として全国的に広まったのは戦後の食糧難時代である。商業捕鯨の停止によって鯨肉の消費は大きく落ち込み商業捕鯨が再開された後も変わっていない。捕鯨基地のある沿岸部では学校給食に取り入れるなど地域の文化として振興政策を行っている。

#### 奈良時代から室町時代の鯨肉贈答の記録
- 712年（和銅5年）の古事記のなかで神武天皇に鯨肉が献上されたという記述がある。文献『古事記』
- 1570年（永禄13年）織田信長が禁裏へ鯨を献上。山科言継は禁裏より織田信長が献上した鯨肉を拝領した。文献『言継卿記』
- 1577年（天正5年）水野監物が織田信長に鯨肉を贈った、その返礼が信長よりなされており「鯨一折到 来候細々懇 情別而悦入候 猶参上之時 可申候也 正月十六日信長」という内容の感状が書かれている。文献「織田信長から水野監物への黒印状」
- 1578年（天正6年）、織田信長が家臣の細川藤孝（幽斎）に宛てた正月12日付の書状に、現在の愛知県知多半島で取れた鯨肉を朝廷に献上し、藤孝にも裾分けする旨が記されている。
- 1582年（天正10年）鯨肉ではないが、「鯨桶」（鯨肉を運ぶための専用の木桶）が、伊勢国より正親町天皇へ2つ、誠仁親王へ1つ、勧修寺晴豊へ1つ献上された。文献『晴豊記』
- 1589年（天正17年）高橋丹波守は北条氏政と北条氏規に鯨肉を献上した。
- 1591年（天正19年）長宗我部元親が豊臣秀吉に鯨一頭献上。文献『土佐物語』
- 1612年（慶長17年）里見忠義が榎倉長兵衛を介して伊勢神宮に鯨の尾の皮を献上している。「一、領分の船、鯨留め候上、壱疋の内より、初尾の為一尺八寸の皮壱枚宛とらるべく候事 慶長拾七 弐月七日 忠義判 榎倉長兵衛殿」（『千葉県鋸南町の醍醐家の古文書』）[15]。

#### 室町時代から江戸時代の鯨料理に関する書籍
- 室町時代末期に『四條流庖丁書』という料理書に食材としての魚の格付けとして最高位に鯨、二番目が鯉、その他の魚は鯉以下として挙げられている。
- 室町時代に『大草家料理書』(欠年)という料理書に鯨肉の料理が記載されている。
- 1561年（永禄4年）には『三好筑前守義長朝臣亭江御成之記』のなかで三好義長が自邸宅において鯨料理で足利義輝をもてなしたという記述が残されている。
- 1643年（寛永20年）に『料理物語』という料理書の中で10種類の鯨料理が紹介されている。
- 1669年に『料理食道記』という料理書には、日本各地の鯨肉産地（詳細後述）が記載されている。
- 1763年（宝暦13年）に『料理珍味集』という料理書に「鯨蕎麦切」という鯨料理が紹介されている。
- 1832年（天保3年）には、捕鯨の様子を描いた絵物語の付録として鯨料理専門書『鯨肉調味方』が発行されている。鯨の約70もの部位についての料理方法として、「鋤焼き」という焼肉風の料理、すき焼きに似た鍋物、揚げ物などが紹介されている。鯨肉普及のための一種の広報誌だったとも言われる。
- 天保年間には『日用倹約料理仕方角力番附』という家庭料理書の中で「夏場のおかず位付け（ランキング）」の前頭16番目に鯨料理が紹介されている。

#### 江戸時代から明治までの日本各地の鯨料理
江戸時代から組織的な捕鯨が行われるようになり、それら捕鯨地域周辺の漁村では、鯨肉は常食とされていた。例えば幕末に捕鯨地の長崎を訪れたシーボルトも、しばしば鯨料理が供されたことについての記録を残しており、中には「鯨ひげのサラダ」などの特異な献立も記されている。ツチクジラは、現在の千葉県房総半島太平洋岸のように、該当種の捕鯨が行われてきた地域では古くから食べられ、特有のクセに応じた調理法も工夫されてきた（鯨肉の干物の「鯨のたれ」と呼ばれる加工品など）。
流通の常（つね）で生産地の周辺地域に広く消費される傾向にあるが、大坂など近傍の経済圏にもこの頃に生まれた伝統的な鯨肉料理が存在する。京都では「鯨の吸い物」が食べられているのを井原西鶴が著書の中で紹介している。十返舎一九も東海道中膝栗毛のなかで大坂の淀川で「鯨の煮付け」を紹介している。高知県では土佐藩の高知城下を中心に数々の鯨料理が伝承されており、特に「はりはり鍋」は代表的な物の一つである。江戸城下では鯨肉を素材に調理した「鯨鍋」や「みそ汁」や「澄まし汁」などが食され、「ホリホリ」「鯨のし」などと称した頭部の軟骨を加工した珍味も売られていた。全体的な傾向としてはシロデモノと総称された皮下脂肪や尾羽が好まれ、尾の身も高級品とされていたが、赤肉については房総半島の一部などを除くとあまり歓迎はされなかったようである。皮下脂肪を塩漬けにした「塩鯨」は、保存食として内陸部にも流通していた。
行事などと結びついた料理も生まれた。江戸を含め日本各地で12月13日の煤払い（すすはらい）の後は「鯨汁」を食べる習慣が広まり、その様子は沢山の川柳の記述や物売りが鯨肉を扱っていた記録が残されている。秋田でも鍋物としては珍しく夏の暑気払いとして「鯨貝焼き」（くじらかやき）」という鯨のしょっつる鍋が江戸時代から食されており、夏場になると五艘程度の小舟の船団で鯨漁に出ていた記録が残されている。そして明治開拓以降の北海道の日本海側各地で正月料理として鯨汁が食されるのは、秋田藩を中心とした東北の人々が移り住んだ名残といわれている。北海道のアイヌ民族の鯨食は江戸時代よりも古いとされる。同じく夏の土用の食べ物としていた地域は多く、九州の農村では土用に備えて各戸で一樽ずつもの皮の塩漬けを作る地域もあった。塩蔵すれば魚類よりも長期間の保存・輸送に耐えることを活かして、少量は各地に輸送され、一般の海魚の運ばれない山村等で正月などハレ（晴れの席）の料理に供されていた例もある。

#### 江戸時代から明治までの需要供給、流通
江戸時代には、江戸の日本橋の魚市では「大には鯨、小には鰯、貴品には鯛、鰈等があるなかにも堅魚は近海の名産にして、四月八日の初市には、衣を典し衿を売るも必ずこれを食ふの旧習民間に行はる」という言葉が残されており、江戸城下で鯨肉が広く一般に流通していたことがうかがえる。別の文献によると、土佐の捕鯨地からは、近傍の土佐中心部のほか一大消費地である大阪圏へも多量の鯨肉が供給されており、初物をいち早く出荷すべく業者が競っていたと言う。冬が本場の鯨漁から「鯨九十九日」という言葉が古くから残されており鯨肉の日持ちの良さを表した言葉である。実際に紀州熊野灘で捕れた鯨が江戸まで流通していた記録が残っている。オランダで1832年（天保3年）に刊行されたシーボルト著の『江戸参府紀行』によれば鯨は水揚げされた後、鯨肉など食用にされる部分は各々の魚商が買い上げ、新鮮なうちに日本中の港に運ばれたと記述している。
前掲の『料理食道記』（1669年）には、鯨肉産地として伊勢や紀伊、肥前のほか、松前焼鯨（北海道のアイヌによる製品）、出雲かぶら骨(頭部の軟骨)などが挙げられている。
他に、現在の岩手県、静岡県、和歌山県や四国、東北、北陸地方の一部、沖縄県の北部などイルカ漁が伝統的に行われている地方では、古くからイルカ肉も流通している。大型のクジラの鯨肉に比べると地域性の強い食文化であり、特にそれらの地域では重要な地位にあったといえる。山梨県では古くから隣接する静岡県からイルカ肉が流通している。（沖縄において鯨類は「ピトゥ」という表現でイルカと区別がなかったのでイルカだけに限定されていたかは定かではない）
東京都内の江戸時代から続くドジョウ鍋料理店では、160年間以上にわたり「鯨汁」を提供し続けている店もある。江戸時代の江戸城下では、どじょう鍋屋（柳川鍋ともいう）で鯨汁が出されるのが一般的で、一説では一番小さな魚料理のドジョウ鍋に対しての洒落から一番大きな魚の鯨汁を提供したといわれ、だいたいどの店でもどじょう汁と鯨汁は同じ値段で十六文で売られていた。明治末期にはどじょう汁が一銭五厘、鯨汁は二銭五厘であった。

#### 近代の需要供給、流通
地域的な利用差がある状況は、第二次世界大戦終結まで基本的には変化が無く続いた。日本近海で操業するロシアの捕鯨船が日本で鯨肉を販売して利益を上げていたことなどから、西日本を中心に一定の需要はあったものと考えられる。消費の多い大阪へははるばる北海道からの輸送も行われていた。他方、東日本においては一部の沿岸地域を除いて鯨肉食は広まらず、捕鯨会社の肝いりで東京に開かれた鯨肉料理専門店が繁盛せずに倒産した例もある。それでも全体として見ると鯨肉食はさらに広まっていたようで、現存する統計の範囲で比較すると鯨肉生産量は1924年には1万トンであったのが、1930年には3万トン、1939年には4万5千トンに伸びている。なお、鯨肉食の文化の無い地域を対象に、捕鯨産業の振興策の一環として鯨肉利用の宣伝が行われたこともあった。
1934年(昭和9年)には、日本も南極海の捕鯨に参入した。当初は沿岸捕鯨で生産される鯨肉価格への悪影響を考慮して製品の持ち帰りを制限したうえ、日本では冷凍設備が未発達であったことから赤肉はほとんど利用されず廃棄された。日中戦争が激化すると食糧増産の要請から鯨肉の持ち帰り制限が緩和され、日本最初の大型冷凍船も導入されるなどしたが、太平洋戦争開始により南極海捕鯨自体が停止に追い込まれた。他方、沿岸捕鯨による鯨肉供給は戦時中も続いていた。
第二次世界大戦後の食糧難時代以降になると、流通保存技術の進歩もあって限られた流通圏を越え、日本中に鯨肉食が広まった。鯨カツ、鯨ステーキ、鯨カレーなどの鯨肉料理の大半は、牛肉や豚肉の入手が困難だった時代に、鯨肉を代用獣肉という位置づけの食材として使ったものである。戦後しばらくは、鯨肉は魚肉練り物製品とともに安価な代用肉の代名詞であり、日本人の重要なたんぱく質源として食生活の中で重要な位置を占めた。このため牛肉が値下がりし、鮮魚が安値を取り戻した1950年頃には鯨肉がだぶつき始め、大洋漁業の冷凍庫には93万貫（1貫=3.75kg）以上のストック（約三億円相当）が貯まった。会社側は販路開拓を行い、台湾に缶詰として輸出することに成功している。
その後も生産量は大きく伸び1958年には13万8千トン、ピークの1962年には22万6千トンであった。戦後を生き抜いた人々の間では「鯨肉=代用=安物」といった偏見・嫌悪感もある一方で、当時へのノスタルジーを惹起する食材でもある。
特に鯨の竜田揚げは、戦後の学校給食を代表するメニューとして語られる。「鯨の南部揚げ」と給食のメニュー表に表記する学校もあった。ただし小学生にとっては必ずしも好まれていた肉種ではなく、1951年に東京都立衛生研究所が行った調査では、小学生が学校給食で嫌いな肉として挙げたのは豚肉16%、牛肉7%、鯨肉23%で、鯨肉を嫌いと挙げている小学生が突出して多い。23%の内訳は男子9%、女子14%と女子が多く、当時の東京都立衛生研究所は「巨大な鯨に関する乙女心の感傷の表現であるかも知れない」と考察している。1970年代まで大半の小・中学校で一般的だったが一時激減し、1987年の南極海での商業捕鯨中止などでさらに激減した。2017年の雑誌の記事に掲載された日本鯨類研究所の広報課の証言によると、1987年の商業捕鯨モラトリアムに日本は反対したが、アメリカから「反対するなら、アメリカの周辺の海でタラをとらせない」と圧力を掛けられ、異議申し立てを撤回した。
近年は急速冷凍の技術が発達したことにより、刺身や韓国風生肉料理ユッケとして供されることも多い。

#### 商業捕鯨の一時停止以降
1987年の商業捕鯨中止などで激減した鯨肉の学校給食が徐々に復活し、給食を実施している全国の公立小・中学校約2万9,600校のうち、2009年度に一度でも鯨肉の給食を出した学校は、18%に当たる5,355校になった。使われる鯨肉は、南極海で捕れたクロミンククジラなどで、メニューは竜田揚げが目立ち、カツやケチャップなどでつくるオーロラソース和えなどがえなどがある。背景には、調査捕鯨で捕獲した在庫がだぶつき、消費拡大のため給食用に割安で提供されていることや、食文化の継承の為という意味があるとされる。
2016年度の和歌山県の公立小学校では、30あるうち22の市町で鯨肉の献立の給食を実施した。1校あたり年間1回から5回程度で、メニューは主に竜田揚げであった。かつて捕鯨基地のあった山口県下関市の場合は、下関市農林水産振興部水産課によると、2016年度は年12回、月1回の割合で鯨肉の給食を実施、12回のうち半分は全市一斉で、残りの6回は各地域ごとの実施になった。献立の1番人気のメニューは竜田揚げであり、鯨カレー、鯨の炊き込みごはんなども提供。給食は学校保健給食課の管轄で、本来は水産課が関わるところではないが、学校給食で鯨肉を食べてもらいたいとの思いから、水産課で鯨肉購入などの支援をしている。
2019年7月の日本の商業捕鯨再開に際し、水産庁が設定した年間捕獲枠は、ミンククジラ171頭、ニタリクジラ187頭、イワシクジラ25頭となっており、鯨体の大きさ・得られる肉の量から、当面日本で流通する鯨肉はニタリクジラ肉が中心となる。

## 鯨肉の流通

### 日本での流通

#### 生産者から一般小売まで

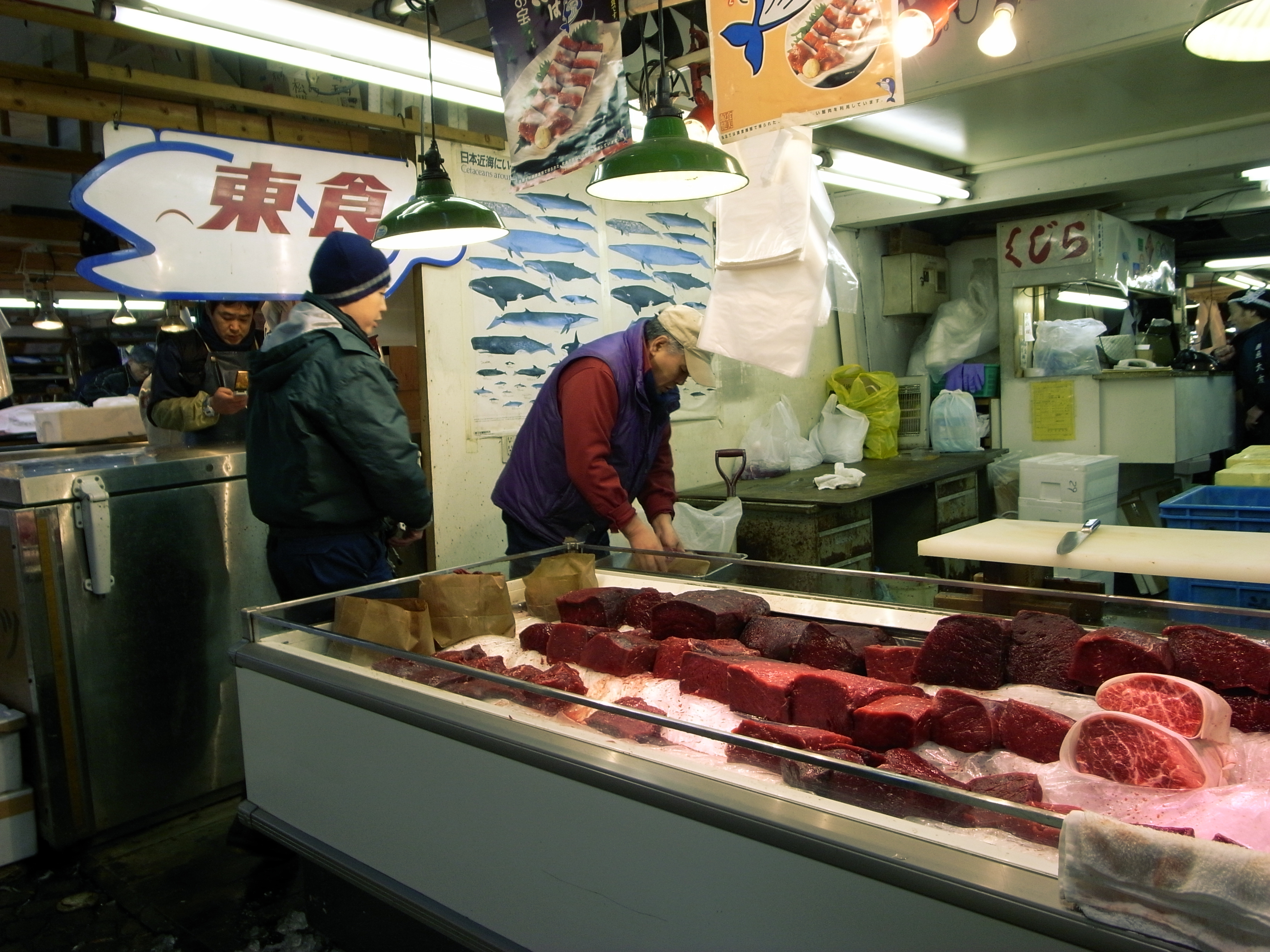
築地市場で鯨肉を商う様子。（2008年）

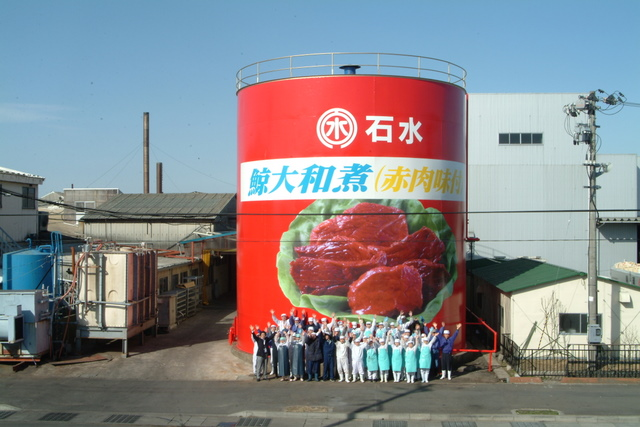
石巻市の木の屋石巻水産にあった、鯨大和煮の缶詰を模したタンク（2006年）このタンクは東日本大震災の津波で流され失われた。

2021年時点の日本では、2,000トンの鯨肉が生産された。密漁や密輸された鯨肉の存在を主張する見解もあるが、1998年を最後に検挙事例はない。
調査捕鯨の副産物は、調査捕鯨の実施主体である財団法人日本鯨類研究所が卸元である。市販用と公益用の区分があり、一般流通に回る市販用が生産量の8割以上を占める。市販用については、従来は、調査捕鯨の実務を委託されている日本共同船舶株式会社を通じ、各都道府県の中央卸売市場での販売などが行われてきた。2006年からは、鯨肉市場開拓などを目的とした新設の合同会社「鯨食ラボ」も加わって、新たな販路が検討されている。もっとも市販用といっても完全に自由な流通に委ねられてはおらず、各卸売市場への配分は過去の消費実績などを基に水産庁や有識者による検討で決定され、その後も公的性格を有する産品として農林水産省総合食料局流通課による指導の下で取引されている。その際には「なるべく公平かつ廉価に配分されるよう努めるもの」とされている。後述するような部位ごとに価格決定されて、刺身用などの鮮肉のほか、ベーコンや大和煮缶詰、カレーの具材などの加工原料として流通する。流通過程では遠洋漁業水産物一般と同様、ほとんどは冷凍状態で保存管理されるが、沿岸調査副産物の一部(100トン弱)は生鮮品としても流通している。
最終的にはスーパーマーケットなどの商店で販売されるほか、インターネットなどを通じた通信販売を行う小売業者も存在する。前出の鯨食ラボ社も、インターネット上で直営の通信販売事業を行っている。千葉県の房総半島の伝統食鯨のたれのように、地域の特産品となり、土産物として販売される例もある。
鯨肉の国内消費量は2010年代は毎年3,000~5,000トン前後である。日本捕鯨協会が2018年1月にまとめた消費者1200人アンケート調査によると、鯨肉を食べた人のうち76%が「おいしかった」と回答。牛肉・豚肉・鶏肉以外で「食べてみたい肉」の1位（43.8%）を占めたものの、「売っているところを見かけない」という回答も64.7%と多かった
小型捕鯨のうちツチクジラ以外の種類、及び岩手県や静岡県、和歌山県などで現在も行われているイルカ漁の産品は地元での消費が多い。生産量は両漁業をあわせてゴンドウクジラ類300トン強、イルカ類1000トン弱である。もっとも、時おり遠隔地まで流通する場合があり、伝統的に静岡からの流通がある山梨県のほか、東京都内のスーパーマーケットなどでも魚肉コーナーで販売されていることがある。イシイルカについては九州地方での利用が比較的多い。単に「鯨肉」と表示されてしまう場合もあるため、特にイルカ肉と認識されないで消費されることもあると思われる。ただし、これは現在ではJAS法上において不適切な表示にあたる。
鯨肉の小売価格は、商業捕鯨モラトリアム以降、かつてに比べると非常に高騰している。商業捕鯨再開後、肉質の向上と供給不足により当初期待されていた安価な食材としての鯨肉は実現しなかった。
なお、小型捕鯨業では、伝統的に捕鯨従事者への一種の現物支給として鯨肉分配がされる習慣があり、現在でも一部でそうした利用が継続している。周辺住民が解体場で骨に残った肉をはぎ取って安価で貰い受ける伝統的な消費形態も、少なくとも1990年代後半までは千葉県で続いていた。

#### 外食産業等
各地の老舗をはじめ鯨料理の専門店が存在するほか、捕鯨文化がある漁師町では鯨料理が地域おこしとして提供されることもある（例：和歌山県の道の駅たいじ）。また居酒屋などがメニューの一つとして取り入れている例もある。ただ、不況や高価格化により客足が遠のき、閉店に追い込まれる専門店も出ている。商業捕鯨の禁止によって鯨肉の入手困難が深刻化し、特に味の良いナガスクジラの肉は冷凍在庫のみとなり価格が高騰した。このため1992年には全国のクジラ専門料理店の数は10店舗にまで減少した。
鯨を水揚げされる地域では学校給食として出されることがある。

#### 供給過多との指摘
2006年上半期には、国内における鯨肉の供給過多（だぶつき状態）が各紙で報道されている。ただし、上記の記事で倍増とされているのは、物流在庫などをまとめた「流通在庫」である点に注意が必要である。流通総量が増加しているのに伴い物流在庫も増えるので、単純な比較はできない。日本捕鯨協会は、「倍増した」とされるのはピーク時の在庫量であるが、これは調査捕鯨規模の拡大から当然のことと反論している。そして、翌年には在庫量が前年並みに減少していることからすると、むしろ消費量自体は増えていると指摘する。さらに、在庫の比率や推移も、主力の調査捕鯨副産物は年に2回しか入荷しないという特殊性を考えれば自然であり、報道は誤解を招く内容であると批判している。捕鯨継続の是非と関連して争点となることがある。

### 日本以外での流通
現在でも近代的な捕鯨を継続しているノルウェーやアイスランドのほか、先住民生存捕鯨枠などによって捕鯨を認められている先住民らは、それぞれ鯨肉を消費している。インドネシアのレンバタ島では、捕鯨民と農耕民の物々交換による伝統的な流通が行われている。
韓国では、積極的な捕鯨は禁止する一方で、定置網などで混獲されたクジラや座礁鯨の鯨肉は、流通が許可されている。蔚山、釜山、浦項、ソウルなどに合わせて100件余りの鯨肉料理専門店がある。韓国の国内流通量は年間400頭と推定されるが、そのうち合法的な混獲・座礁鯨は200頭のみで、残りは密漁されたクジラ類であると見られている。2008年1月には、ミンククジラを中心に約60頭分の違法鯨肉が押収される事件があった。

#### 法的規制
絶滅の恐れがあるとされる一部の種類については、ワシントン条約によって国際的な商業取引や海からの持ち込みが禁止されている。これに基づき加盟国の国内法による規制措置が取られており、日本でも「絶滅のおそれのある野生動植物の種の保存に関する法律」が該当する。ただし、日本は、ミンククジラなどについては条約に留保を行っていて禁止条項の適用を受けない。なお、調査捕鯨の副産物についても主として商業目的でないので違反しないとしている。（詳細は捕鯨問題#国際法上の捕鯨問題を参照）
また、独自の国内法によって鯨肉の取引や消費を禁止している国もある。例えば、米国では1972年制定の海洋哺乳類保護法によって鯨肉の販売が禁止されており、2010年にはイワシクジラの鯨肉を提供したとして、カリフォルニア州の寿司店が訴追された。

## 栄養価

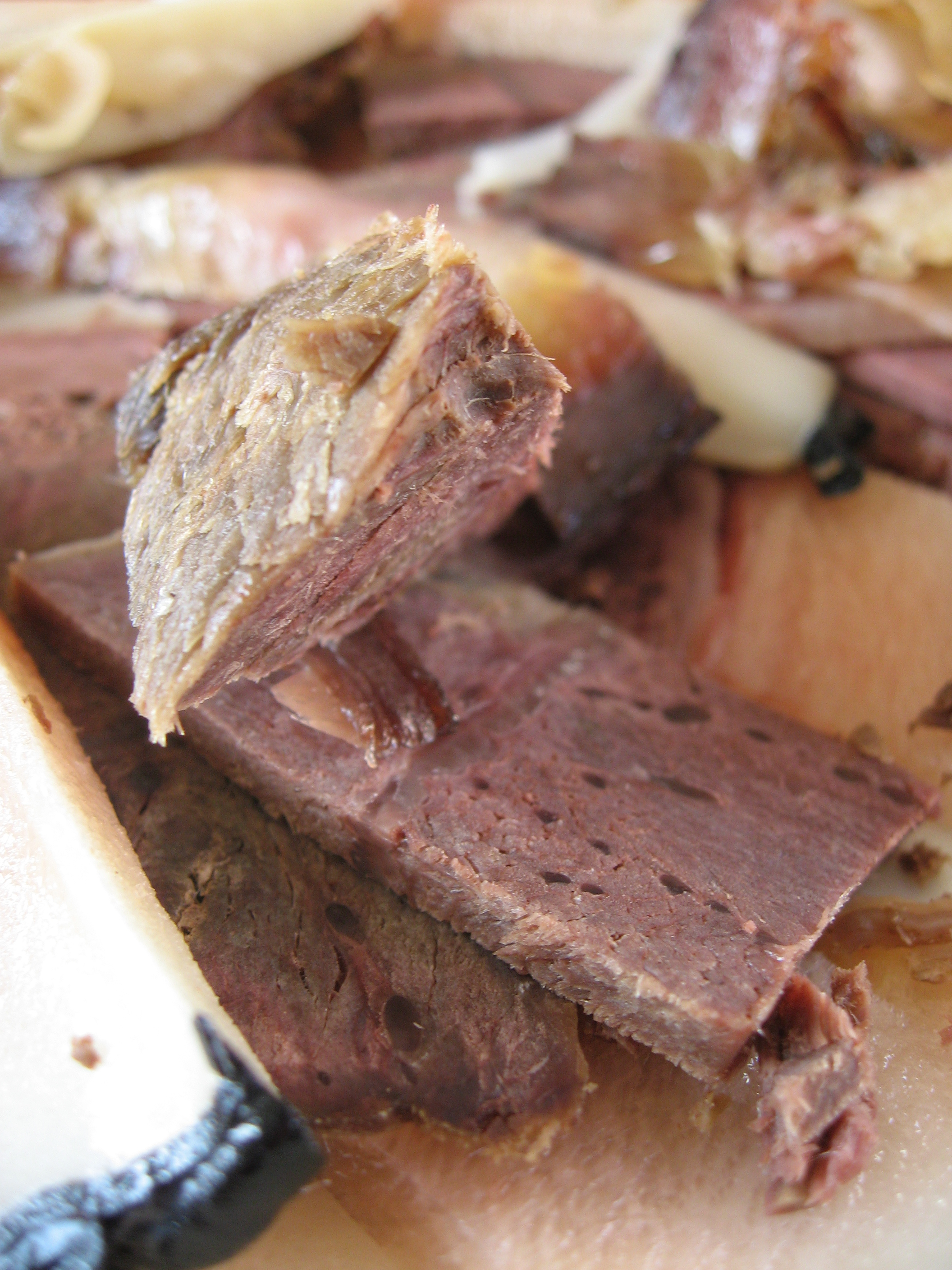
鯨肉

部位によって栄養成分は異なる。鯨肉の特徴として脂肪の多くが皮下脂肪に集中しているため、赤肉は低脂肪でタンパク質が豊富な食品である。赤肉は鉄分も多い。
他方、脂肪にもドコサヘキサエン酸(DHA)やドコサペンタエン酸(DPA)などの人体に有益と言われる脂肪酸が、鮪や他の獣肉に比して豊富に含まれている。
ヒゲクジラの仲間は絶食しながら長距離を泳ぎ続ける期間がある。21世紀になって、それはジペプチド、イミダゾールジペプチドの一つ「バレニン」を持っているからではないか、と考えられた。バレニンは鯨肉加工の際の煮汁から生産されるが、ヒトに対して疲労を軽減させる効果が確認された。

## 鯨種と食味
鯨肉には鯨の種類ごとに様々な味わいがあると言われる。しばしば「鯨肉」として同一に扱われるが、クジラが生物学的にはクジラ目に属する多くの種の総称であることを考えると、マグロもサバも同じ「サバ亜目の魚」として同一に扱うのに近いと言える。もっとも美味・不味の判断は個々人の主観や文化・環境などによるところが大きいので、以下に述べるのはあくまで一般論である（さらに部位ごとにも味は異なるが、これは後述の#鯨肉の名称を参照）。
食味は、まず大きく「ハクジラ（マッコウクジラ、ツチクジラ、イルカ類など）」と「ヒゲクジラ（シロナガスクジラ、ナガスクジラ、イワシクジラ、ミンククジラなど）」で異なる。これは食性が根本的に異なる為である。更にそれぞれの種で生態も異なり、それに伴い食味も異なっている。
このうち、ハクジラに属するマッコウクジラは、日本では鯨油目的で捕鯨が行われた地域の食材として使われたことはあるものの、きわめて強い癖を持っていることから、基本的には食用には適さないとされる（世界的にもインドネシアの一部などを除き、ほとんど食用とはされない）。もっとも、日本では鯨皮から鯨油を絞った残りかすの「コロ」については食用の習慣がある。なお、油脂の成分（ワックス・エステル）が消化しにくいので、油抜きをしないで一度に大量に食すると下痢を起す可能性がある。同じ深海棲のツチクジラの油脂も機械油として利用され、過剰摂取では下痢を起こす可能性がある。
また、同じくハクジラに属するツチクジラやイルカ類も、マッコウクジラほどではないが総じて癖が強く、地域や個人により嗜好が強く分かれるとされる。例えば、和歌山県の太地町では、主たる捕獲対象種はヒゲクジラ類だったがハクジラのゴンドウクジラも伝統的に食用として好まれてきた。古くからツチクジラ漁で知られる千葉県の外房地域では、基本的に「血抜き」をせず「血を味わう」と表現されたりもするものであり、あえて癖の強さが強調されている。また沖縄においても血と共に肉を炒めるといった積極的に血を利用する料理もある。
これに対して、ヒゲクジラに属する鯨類の肉は、ハクジラよりは味の癖が少なく牛肉などに近い食味であるとされる。赤身については特に馬肉に近いとの評があり、実際に馬肉を鯨肉と詐称して販売していた例が報告されている。ただしヒゲクジラ類の中でも、鯨種によってかなりの差がある。例えば、現在最も多く流通するミンククジラは、肉の繊維が細やかであると評される一方、小型の鯨種であり、相対的に脂肪の乗りが少なく尾身などの珍重部位もあまり採れない。ナガスとミンクの中間ぐらいのイワシクジラやニタリクジラは江戸時代から食用にも供されてきた種類で、鯨肉の生産効率が高い。大型のナガスクジラの尾の身やさえずりは、脂の乗りが良く高級品として扱われる。ナガスクジラに次ぐのはイワシクジラで、若干脂身が少ないが繊維が細かく、尾の身はナガスクジラと変わらない。ニタリクジラは、オキアミを主食にする南極海の鯨以外は独特に匂いがするとされている。また、ザトウクジラの百尋も美味とされる。1992年頃には商業捕鯨をしていた時代の在庫の肉も少なくなり価格は高騰。上質の赤身でキロ1万円、「尾の身」はキロ4万5,000円にもなった。調査捕鯨で入荷したのは小型のミンククジラだけであった。

### 旬
野生生物を食用とする多くの場合と同じように、鯨肉にも旬があり、同じ種類でも季節によって味わいが異なる場合がある。例えば、南極海のヒゲクジラ類については、採餌海域である南極海に回遊してきて間もない時期には痩せて脂肪の乗りが少なく、長期間滞在するうちに脂肪が豊富になるといわれる。イルカについては日本では冬が旬といわれ、冬の季語ともなっている。

### 産地
日本やアイスランド、ノルウェーなど捕鯨国の沿岸と、北洋地域（太平洋北部、オホーツク海、ベーリング海）、南氷洋に大きく分けられる。商業捕鯨モラトリアム後と調査捕鯨終了後に供給されるのは、沿岸産の鯨肉に限られる。南氷洋産と沿岸産では品質に違いがあり、南氷洋産の鯨肉の方が味が良いとされる。

## 汚染問題
生物濃縮により人体に有害な重金属やポリ塩化ビフェニル(PCB)類などがクジラの体内に蓄積されているので、鯨肉は汚染されているとの指摘があり、一部の国では妊婦に対して摂食制限が行われた。日本でも、水銀の含有濃度が高いハクジラ類については、キンメダイなど他の魚介類と並んで、妊婦を対象とした摂取量に関するガイドラインが定められた。他方、ヒゲクジラ類については比較的有害物質の含有濃度は低く、特に南極海で捕獲されたものに関してはほとんど蓄積が無いことから、制限はない。ハクジラ類についても、あくまで妊婦のみを対象とした一定量への制限に留まり、一般人の摂食については幼児や授乳中の母親なども含め問題ないとされている。なお、調査捕鯨副産物については調査の一環として試験が行われており、一定の安全基準を超えた個体は流通させない。

## 食用以外の利用
鯨肉は、食用以外の工業資源としても利用された。鯨由来物の工業資源としての利用としては鯨油が代表例ではあるが、鯨肉も例外ではない。（クジラ#鯨の利用も参照）
日本では鯨肥と呼ばれる肥料の原料として使用された。鯨肉・鯨骨・鯨皮などを煮て石臼などで粉砕したものであり、鰯肥などと同様の海産肥料として使われた。江戸時代から鯨油の絞り粕の再利用等として行われている。明治時代以降に近代捕鯨基地として使われた宮城県牡鹿町鮎川浜（現・石巻市）などでは、鯨肥生産が地場産業として栄えていた。鮎川浜の場合、食用に適さないマッコウクジラが対象鯨種であったことなどから食用とされた鯨肉はごく一部であり、余剰鯨肉が生じていた。これらは当初は海洋投棄されていたが、周辺海面を汚染するとして地元漁民の反発を受けたこともあって工業資源化され成功したものである。